# Hypsophila haberhaueri
Hypsophila haberhaueri là một loài bướm đêm trong họ Noctuidae.